# Macerio flavus
Macerio flavus là một loài nhện trong họ Miturgidae.
Loài này thuộc chi Macerio. Macerio flavus được Hercule Nicolet miêu tả năm 1849.